# 王康德
王康德（？—？），代人，北魏、东魏、北齐官员。

## 生平
王康德获高欢引荐为帐内都督，与高欢一起出兵太行山以东，以军功至大官。北齐时期，王康德历任几个州的刺史，并省尚书左仆射、开府仪同三司，封新蔡王。
武平二年（571年），北周晋国公宇文护派遣齐国公宇文宪率领两万人马从龙门出兵，王康德因为宇文宪的军队来到，率军趁夜逃跑，宇文宪因此回到关中。
武平六年（575年），南陈将军吴明彻率领萧摩诃围攻宿预，将王康德击败赶走。
武平七年十二月乙卯（577年1月15日），齐后主派遣王康德和宦官齐绍等人将胡太后、皇太子高恒送到北朔州。